# 講談社ノベルス
講談社ノベルス（こうだんしゃノベルス、英: KODANSHA NOVELS）は、講談社が1982年から発行しているノベルズレーベル。

## 沿革と概要
創刊当初から主に推理小説の書き下ろしや、講談社から刊行された推理小説の単行本などを新書化して発行。その後はライトノベルに分類される小説も多数出版しており、『メフィスト』掲載の小説が出版される際には基本的にこのレーベルから出版される。また、メフィスト賞受賞作も講談社ノベルスに収録されることが多い。
講談社ノベルスのカバー背の「犬」のイラストは滝田ゆうによる。電子書籍版も発売されている。装幀は、ブックデザイナーの辰巳四郎が多くを手掛けていたが、彼が死去した後は、welle design（ヴェレデザイン）の坂野公一が多くを手掛けるようになっている。宇山日出臣は講談社ノベルス編集長を務めた。文庫化時に講談社文庫に収録されることが多いが、島田荘司『セント・ニコラスの、ダイヤモンドの靴』や小池真理子『死者はまどろむ』などのように例外もある。
2002年、講談社ノベルス創刊20周年を記念して、小説本文のすべてが袋とじになった「密室本」が発売された。2012年、講談社ノベルス創刊30周年感謝祭が開催された。
2015年、講談社ノベルスの兄弟レーベルとして、文庫版の講談社タイガが創刊される。

## 主なシリーズ作品
| シリーズ名               | 著者       | 備考               |
| ------------------------ | ---------- | ------------------ |
| 《あかずの扉》研究会     | 霧舎巧     |                    |
| 安藤直樹                 | 浦賀和宏   |                    |
| S&M                      | 森博嗣     | 2014年連続ドラマ化 |
| ST 警視庁科学特捜班      | 今野敏     | 2014年連続ドラマ化 |
| X                        | 森博嗣     |                    |
| 大貫警部                 | 赤川次郎   |                    |
| 鏡家サーガ               | 佐藤友哉   |                    |
| 硝子の探偵               | 小島正樹   |                    |
| 神麻嗣子の超能力事件簿   | 西澤保彦   |                    |
| 鬼籍通覧                 | 椹野道流   |                    |
| QED                      | 高田崇史   |                    |
| 薬屋探偵妖綺談           | 高里椎奈   |                    |
| 刑事長                   | 姉小路祐   |                    |
| 警視庁捜査一課十一係     | 麻見和史   | 2015年連続ドラマ化 |
| 建築探偵桜井京介の事件簿 | 篠田真由美 |                    |
| 国名                     | 有栖川有栖 |                    |
| 三姉妹探偵団             | 赤川次郎   |                    |
| JDC                      | 清涼院流水 |                    |
| G                        | 森博嗣     |                    |
| 〈書物狩人〉             | 赤城毅     |                    |
| 私立霧舎学園ミステリ白書 | 霧舎巧     |                    |
| 城                       | 北山猛邦   |                    |
| 創竜伝                   | 田中芳樹   |                    |
| 戯言                     | 西尾維新   |                    |
| 伝説                     | 西尾維新   |                    |
| 堂                       | 周木律     |                    |
| 百鬼夜行                 | 京極夏彦   |                    |
| V                        | 森博嗣     |                    |
| 松浦純菜・八木剛士       | 浦賀和宏   |                    |
| 館                       | 綾辻行人   |                    |
| 薬師寺涼子の怪奇事件簿   | 田中芳樹   |                    |